# セメタリー・サーキット
座標: 南緯39度56分21秒 東経175度02分57秒 / 南緯39.9392度 東経175.0492度
セメタリー・サーキット（英語: Cemetery Circuit）は、ニュージーランド・マナワツ・ワンガヌイ地方ワンガヌイにある1.5Kmの公道サーキット。サーキットは特設で一般の公道に作られ、旧市街の墓地を周回することからCemetery（墓地）と命名されている。

1951年から毎年、ボクシング・デー(12月26日)にオートバイレースの250CC、400CC、600CC、1,000CCクラスが開催され、約150人のライダーによって争われている。また、このレースはイギリスのマン島で行われるマン島TTレースの南半球版として「南半球のマン島」という、あだ名が付けられている。